# کیرشن‌زیتنباخ
کیرشنزیتنباخ (به آلمانی: Kirchensittenbach) یک شهر در آلمان است که در نورنبرگر لاند واقع شده‌است.